# Georg Sadler
Georg Sadler, magyarosan Sadler György (? – Szászkeresztúr, 1610. április 19.) erdélyi szász evangélikus lelkész.

## Élete
Szászkézdi származású, előbb rektor volt, 1593-ban lelkész Kőhalomban, 1601-től Lemneken, 1603-tól Garaton és 1605-től Szászkeresztúron.

## Munkái
- Vera & Orthodoxa De Praedestinatione hominum aeterna Assertio, Aliquot Thesibus comprehensa... Francfurti, MDXCII. (Ajánlja atyjának, Georg Sadler lelkésznek.)
- Iridos meteori speciosissimi Θεωρια physica. Francofurti, 1592.
- Quarta Disputatio, ex Augustana confessione De Persona Christi... Francofurti, 1594.